# Маркес, Стелла
Стелла Маркес Завадски де Аранета (исп. Stella Márquez Zawadski De Araneta; род. 1937) — первая Мисс Интернешнл в истории этого конкурса, организатор конкурса «Мисс Филиппины», действующего с 1964 года.

## Мисс Интернешнл
Стелла Маркес родилась в Колумбии, имеет польские и испанские корни. Она стала Мисс Колумбия в 1959 году и участвовала в конкурсе «Мисс Вселенная 1960» в Майами Бич, на котором прошла в полуфинал. Она также участвовала в конкурсе «Мисс Интернешнл» 1960 года в Лонг Бич, Калифорния, США, став его первой победительницей. На тот момент ей был 21 год.

## После конкурса
Она вышла замуж за Джорджа Аранета, филиппинского бизнесмена. С 1964 года она возглавила национальный конкурс «Мисс Филиппины» (исп. Binibining Pilipinas), победительницы которого участвуют в конкурсах «Мисс Вселенная», «Мисс Мира» и «Мисс Интернешнл».